# Beinsnes
Beinsnes est une localité du comté de Troms, en Norvège.

## Géographie
Administrativement, Beinsnes fait partie de la kommune de Lyngen.